# Zelená linie (Izrael)

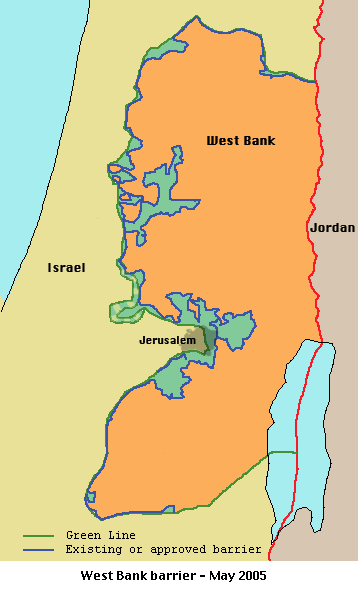
Zelená linie a bezpečnostní bariéra

Jako zelená linie se v Izraeli označuje linie příměří vyjednaná v rámci dohod o příměří z roku 1949 mezi Izraelem a jednotlivými sousedními arabskými státy. Tato zelená linie sloužila až do šestidenní války v roce 1967 jako de facto státní hranice, avšak po této válce byla vymazána z oficiálních map a na získaných územích započala osadnická výstavba. Představitelé Palestinců požadují, aby v rámci mírového urovnání izraelsko-palestinského konfliktu byl vytvořen samostatný státní útvar na území vymezeném touto linií. Znění dohod o příměří však výslovně vylučuje, že by mělo jakkoli předjímat výsledné mírové uspořádání. Izrael tento požadavek odmítá s poukazem na bezpečnostní rizika a kritické snížení obranyschopnosti státu. Prakticky je požadavek palestinské strany také komplikován tím, že na mnohých místech zelenou linii narušuje izraelská bezpečnostní bariéra.
| „                                          | Můžeme otevřeně říci, že mapa již nikdy nebude stejná jako 4. června 1967. Pro nás je to otázka bezpečnosti a principů. Červnová mapa pro nás znamená nejistotu a nebezpečí. Nepřeháním, když řeknu, že pro nás nese vzpomínku na Osvětim. Třeseme se hrůzou z pomyšlení na to, co by nás v červnu 1967 čekalo, kdybychom byli poraženi; Syřané na horách a my v údolí, Jordánci na dohled moře a Egypťané, kteří by nás drželi pod krkem v Gaze. Toto je situace, která se již nikdy nesmí opakovat. | “ |
| — Abba Eban, Der Spiegel, 5. listopad 1969 | |   |